# Муньос Вильянуэва, Виктор
Виктор Муньос Вильянуэва (исп. Víctor Muñoz Villanueva; родился 13 июля 2003 года, Барселона, Испания) — испанский футболист, нападающий футбольного клуба «Осасуна».

## Карьера
Виктор Муньос Вильянуэва родился в Барселоне. В 2012—2014 годах играл за «Сан-Габриэль», а затем перешёл в «Барселону», где был в одном составе с Бальде, Фермином и Хави Симонсом. В 2017 году ушёл оттуда в клуб «Дамм», откуда 22 июня 2021 года перешёл в «Реал Мадрид». После успешного сезона в Хувениль А (8 голов за 30 матчей) Муньоса повысили до третьей команды «Реала», «Интернасьонал», где воссоединился со своим бывшим тренером Луисом Гарсией. В первом сезоне за «Интернасьонал» провёл 31 матч, где забил десять мячей и отдал один голевой пас. После этого сезона был переведён в «Реал Мадрид Кастилья». В первом сезоне Муньос сыграл 29 матчей, но не имел места в стартовом составе, сыграв 588 минут и забил два гола за это время. Летом мог перейти в клуб Сегунды «Мирандес», но Муньос ответил клубу отказом. Во втором сезоне за четырнадцать первых матчей (двенадцать из которых начал в стартовом составе) он отдал 4 передачи (все — Гонсало Гарсии) и забил два гола (в ворота «Вильярреал B» и «Атлетико Санлукеньо»), за что получил вызов от Карло Анчелотти на матч против «Райо Вальекано». Но на поле Муньос так и не вышел, а «Реал Мадрид» сыграл вничью 3:3. Всего за «Реал Мадрид Кастилья» сыграл 63 матча, где забил 13 мячей и отдал 7 голевых передач.
10 мая 2025 года во время матча «Кастильи» в Мериде не реализовал отличный шанс открыть счёт (эта игра против местной команды по итогу завершилась со счётом 0:0). Несмотря на это, на следующий день Карло Анчелотти вызвал Муньоса для игры против «Барселоны». К 11 мая сыграл за «Реал Мадрид Кастилья» 31 матч, где забил 10 голов и оформил 7 голевых передач. На 88-й минуте матча дебютировал за «Реал Мадрид», выйдя на замену вместо получившего травму Винисиуса Жуниора. Практически сразу после этого получил передачу от Килиана Мбаппе и вышел один на один, но не сумел сравнять счёт в матче вторым касанием за клуб («Реал Мадрид» к тому времени проигрывал со счётом 3:4), пробив мимо ворот Войцеха Щенсного. Счёт матча так и остался прежним; после матча плачущего Муньоса подбадривали партнёры по клубу. Газета Marca сравнила его дебют с дебютом Мигеля Паланки за «Реал Мадрид» (он тоже дебютировал за клуб в Эль-Класико, выйдя на замену, и тоже не реализовал выход один на один). Также после матча Муньос подвергся оскорблениям со стороны болельщиков «сливочных»; из-за этого ему пришлось закрыть комментарии в своих соцсетях. Вдобавок оскорблениям подвергся его тёзка, латиноамериканский певец Виктор Муньос, так как некоторые фанаты «Реала» перепутали его с футболистом.
11 июня 2025 года вошёл в заявку «Реал Мадрид» на клубный чемпионат мира. 18 июня дебютировал на турнире в матче против «Аль-Хиляля» (1:1), выйдя на 80-й минуте вместо Винисиуса Жуниора. Всего за «Реал Мадрид» сыграл 4 матча.
11 июля 2025 года за 5 миллионов евро перешёл в «Осасуну». Контракт подписан до 2030 года, сумма отступных составляет 40 миллионов евро.

## Стиль игры
По словам Карлеса Доменека, «Виктор — довольно скромный парень, не такой, как типичные экстравертные футболисты — он просто делал своё дело, и всё». Также у него хороший дриблинг и игра один на один. В декабре 2024 года Sporting News писала, что «Скорость — его главное оружие. Недавно благодаря ей он прославился как самый быстрый игрок в составе „Реала“».